# 锡兰霉草
锡兰霉草（学名：Sciaphila secundiflora）为霉草科霉草属下的一个种。